# El Mundo Hasta Ayer
El Mundo Hasta Ayer: ¿Qué Podemos Aprender de las Sociedades Tradicionales? es un libro de divulgación científica de 2012 escrito por el intelectual estadounidense Jared Diamond. Explora lo que las personas que viven en el mundo Occidental pueden aprender de sociedades tradicionales, incluyendo diferentes enfoques de la resolución de conflictos, tratamiento de los ancianos, crianza de los niños, beneficios del multilingüismo y una dieta baja en sal.

## Recepción
El Mundo Hasta Ayer obtuvo una recepción mixta. Abby O'Reilly de The Independent lo calificó como "lectura imprescindible" que "cementa la posición [de Diamond] como el narrador actual más considerado, valiente y sensible de la historia humana." En The New York Times, la revisión de David Brooks fue mayoritariamente positiva, pero lamentó la ausencia de voces indígenas individuales en el libro, describiéndolo como "curiosamente impersonal."
La recepción de algunos antropólogos fue menos positiva. El etnobotánico Wade Davis dijo que tanto el alcance de las "lecciones" mostradas como las evidencias etnográficas utilizadas son limitadas, caracterizándolo como "un libro que prometía mucho [que] se lee como un compendio de obviedades, etnología basada en anécdotas." Líderes indígenas de Nueva Guinea Occidental y la organización de derechos indígenas Survival International objetaron la caracterización hecha por Diamond de las sociedades tribales como violentas.